# KISS1R
KISS1R (англ. KISS1 receptor) – білок, який кодується однойменним геном, розташованим у людей на короткому плечі 19-ї хромосоми. Довжина поліпептидного ланцюга білка становить 398 амінокислот, а молекулярна маса — 42 586.
| 10         |  | 20         |  | 30         |  | 40         |  | 50         |
| ---------- |  | ---------- |  | ---------- |  | ---------- |  | ---------- |
| MHTVATSGPN |  | ASWGAPANAS |  | GCPGCGANAS |  | DGPVPSPRAV |  | DAWLVPLFFA |
| ALMLLGLVGN |  | SLVIYVICRH |  | KPMRTVTNFY |  | IANLAATDVT |  | FLLCCVPFTA |
| LLYPLPGWVL |  | GDFMCKFVNY |  | IQQVSVQATC |  | ATLTAMSVDR |  | WYVTVFPLRA |
| LHRRTPRLAL |  | AVSLSIWVGS |  | AAVSAPVLAL |  | HRLSPGPRAY |  | CSEAFPSRAL |
| ERAFALYNLL |  | ALYLLPLLAT |  | CACYAAMLRH |  | LGRVAVRPAP |  | ADSALQGQVL |
| AERAGAVRAK |  | VSRLVAAVVL |  | LFAACWGPIQ |  | LFLVLQALGP |  | AGSWHPRSYA |
| AYALKTWAHC |  | MSYSNSALNP |  | LLYAFLGSHF |  | RQAFRRVCPC |  | APRRPRRPRR |
| PGPSDPAAPH |  | AELLRLGSHP |  | APARAQKPGS |  | SGLAARGLCV |  | LGEDNAPL   |

A: Аланін

C: Цистеїн

D: Аспарагінова кислота

E: Глутамінова кислота

F: Фенілаланін

G: Гліцин

H: Гістидин

I: Ізолейцин

K: Лізин

L: Лейцин

M: Метіонін

N: Аспарагін

P: Пролін

Q: Глутамін

R: Аргінін

S: Серин

T: Треонін

V: Валін

W: Триптофан

Кодований геном білок за функціями належить до рецепторів, g-білокспряжених рецепторів, білків внутрішньоклітинного сигналінгу. 
Локалізований у клітинній мембрані, мембрані.